# W.9 (航空機)
W.9
- 分類：回転翼機
- 製造者：シエルバ・オートジャイロ・カンパニー
- 運用者：空軍省
- 初飛行：1945年
- 退役：1946年
- 運用状況：退役

シエルバ W.9とはイギリスで1940年代に試験されていた試作ヘリコプターである。メインローターは3翅でティルティング・ハブ（可傾式のハブ）により制御される。またトルクの補正は胴体後方の左舷側から空気流を吹き出すことで達成される。

## 開発
1943年、主要な出資企業であるG & J. ウィアー有限会社は、消滅しかけていたシエルバ・オートジャイロ・カンパニーを復活させた。これは空軍省の出した仕様E.16/43に基づき、試作ヘリコプターを開発するためだった。
W.9はジェームズ・ジョージ・ウィアーの主張、つまり自動コレクティブピッチ制御を備え、動力化されティルティングハブで制御するローターと、ジェットを吹き出して反トルク制御を行うことを調査するものだった。彼はこれらは全て、シコルスキーR-4の搭載していた手動によるメインローターのサイクリックピッチ制御、コレクティブピッチ制御、そして反トルク制御を行う尾部ローターシステムよりも、安全かつ効率的であるとしていた。W.9は1944年遅くに完成し、シリアル番号は「PX203」が与えられた。本機は、ピッチとフラップの連結から生じた不適当な位相の制御によって地上滑走中に損傷し、試験飛行は1945年になるまで始まらなかった。
W.9の外観上の最大の特徴は、トルクを打ち消し、機体の方向を制御するために尾部のテイルローターを使うのではなく空気を吹き出したことにある。可変ピッチのファンがエンジンを冷却した。加熱された空気とエンジンの排気は長く空洞になったテイルブームを通過し、右舷側から吹き出される。操縦士のフットペダルはファンのピッチを制御していた。しかしもっと興味深いものは、コレクティブピッチの自動制御を可能とする回転速度変動を備えた、シャフト駆動・油圧作動のローターハブである。こうしたローターシステムの開発は、ティルティング・ハブと各ローターブレードごとのサイクリックピッチ制御を組み合わせることで、制御力を最小に抑える結果となった。コレクティブピッチの自動変更システムにくわえ、手動ピッチ制御が追加されたことで、ホバリング時の正確な垂直制御と、オートローテーション時の降下による着陸時衝撃を緩和する機能が与えられた。
1946年6月22日、W.9はサウザンプトンの航空展示で初めておおやけにデモンストレーションを行った。また本機は1946年の第7回イギリス航空宇宙企業団体（SBAC）で展示されている。
このヘリコプターは1946年の事故により破損し、計画は放棄された。W.9のローターハブの部品はW.14スキーターの試作機に利用された。

## 諸元（W.9）
データは脚注による。
- 乗員：2名
- 全長：11m
- 全高：3.0m
- 全備重量：1,201kg
- 主エンジン：デ・ハビランド ジプシー・クイーン31 6気筒空冷直列ピストンエンジン、205hp、1基(153 kW)
- メインローター直径：10.97m
- メインローター翼面積：94.5平方m

## 運用国
イギリス
- 空軍省